# 穆后
穆（？—前527年），东周第12代天子周景王的王后，太子寿的母亲。
鲁昭公十五年（周景王十八年，前527年）六月乙丑，王太子寿去世。八月戊寅，穆后也去世。十二月，晋国荀跞到周朝首都洛邑，参与安葬穆后，籍谈为介。太子寿、穆后去世后，周景王没有嫡嗣。引起了景王驾崩后，王子朝、王子猛、王子的争位事件。